# Championnat d'Espagne féminin de football de deuxième division 2024-2025
 (février 2025).
Si vous disposez d'ouvrages ou d'articles de référence ou si vous connaissez des sites web de qualité traitant du thème abordé ici, merci de compléter l'article en donnant les références utiles à sa vérifiabilité et en les liant à la section « Notes et références ».
Navigation
Édition précédente Édition suivante
La saison 2024-2025 de Primera Federación FutFem est la 24e édition de la deuxième division féminine espagnole et la 3e sous l'appellation Primera Federación FutFem. La compétition, organisée par la RFEF, débute le 7 septembre 2024 et s'achève le 25 mai 2025.
En fin de saison, le premier du classement est promu en Liga F alors que les équipes classés entre la 2e et la 5e place disputent les barrages pour déterminer la deuxième équipe promue. En bas de classement, les trois derniers sont relégués et remplacés par les trois meilleurs formations de Segunda Federación.
Les équipes réserves, ne peuvent pas être promues en Liga F. En revanche, elles peuvent être reléguées en troisième division si elles terminent en bas du classement ou si leurs équipes premières sont reléguées en deuxième division,. À l'inverse, si elles terminent à une place promouvable, la place est redistribuée à la première équipe non-promouvable, à condition qu'elle ne soit pas une réserve.

## Participants
Un total de quatorze équipes participent au championnat, neuf d'entre elles étant déjà présentes la saison dernière, auxquelles s'ajoutent deux relégués de Liga F et trois promus de Segunda Federación FutFem.
Légende des couleurs
- Relégué de Liga F 2023-2024
- Promu de Segunda Federación FutFem 2023-2024

| Club                 | Classement 2023-2024  | Entraîneur      | Depuis | Stade                     | Capacité théorique |
| -------------------- | --------------------- | --------------- | ------ | ------------------------- | ------------------ |
| Villarreal CF        | 15e                   | Jordi Ferriols  | 2025   | Ciudad Deportiva          | 3 500              |
| SC Huelva            | 16e                   | Antonio Toledo  | 2024   | Stade Antonio Toledo      | 1 300              |
| FC Barcelone B       | 1er                   | Òscar Belis     | 2021   | Joan Gamper               | 1 400              |
| CA Osasuna           | 4e                    | Josu Domínguez  | 2023   | Tajonar                   | 4 000              |
| Alhama CF            | 5e                    | Dani Álvarez    | 2024   | Deportivo del Guadalentín | 1 500              |
| SE AEM               | 6e                    | Rubén López     | 2022   | Camp Municipal Recasens   | 1 000              |
| DUX Logroño          | 7e                    | Héctor Blanco   | 2023   | Pradoviejo                | 8 000              |
| Fundación Albacete   | 8e                    | Mikel Crespo    | 2023   | Andrés Iniesta            | 3 000              |
| Deportivo Alavés     | 9e                    | Andrea Esteban  | 2023   | José Luis Compańón        | 2 500              |
| Atlético de Madrid B | 10e                   | Lydia Vizcaíno  | 2024   | Alcalá de Henares         | 2 700              |
| CP Cacereño          | 11e                   | Ernesto Sánchez | 2011   | Manuel Sánchez Delgado    | 4 000              |
| Real Madrid B        | 1er du gpe. Nord (SF) | David Fernández | 2021   | Ciudad Real Madrid        | 1 000              |
| CD Getafe            | 1er du gpe. Sud (SF)  | Nekane Quiñones | 2023   | Polideportivo Alhóndiga   | 1 000              |
| Baleares FC          | 2e du gpe. Nord (SF)  | Txema Expósito  | 2020   | Son Malferit              | 1 200              |

## Compétition

### Classement
Le classement est établi sur le barème de points classique (victoire à 3 points, match nul à 1, défaite à 0).
Pour départager les égalités, on tient d'abord compte des points en confrontations directes, puis de la différence de buts en confrontations directes, puis de la différence de buts générale, puis du nombre de buts marqués et enfin du nombre de points de fair-play.
| Rang | Équipe               | Pts | J  | G  | N | P  | Bp | Bc | Diff |
| ---- | -------------------- | --- | -- | -- | - | -- | -- | -- | ---- |
| 1    | Alhama CF            | 56  | 26 | 16 | 8 | 2  | 44 | 14 | +30  |
| 2    | Deportivo Alavés     | 56  | 26 | 17 | 5 | 4  | 38 | 18 | +20  |
| 3    | SE AEM               | 45  | 26 | 13 | 6 | 7  | 31 | 23 | +8   |
| 4    | DUX Logroño PO       | 44  | 26 | 12 | 8 | 6  | 48 | 29 | +19  |
| 5    | CP Cacereño          | 41  | 26 | 11 | 8 | 7  | 25 | 21 | +4   |
| 6    | CA Osasuna           | 39  | 26 | 10 | 9 | 7  | 36 | 25 | +11  |
| 7    | Real Madrid B P      | 38  | 26 | 11 | 5 | 10 | 38 | 27 | +11  |
| 8    | FC Barcelone B T     | 38  | 26 | 10 | 8 | 8  | 42 | 35 | +7   |
| 9    | Fundación Albacete   | 33  | 26 | 8  | 9 | 9  | 24 | 29 | -5   |
| 10   | Villarreal CF R      | 30  | 26 | 8  | 6 | 12 | 29 | 36 | -7   |
| 11   | Atlético de Madrid B | 30  | 26 | 7  | 9 | 10 | 26 | 35 | -9   |
| 12   | Baleares FC P        | 28  | 26 | 8  | 4 | 14 | 32 | 49 | -17  |
| 13   | CD Getafe P          | 13  | 26 | 3  | 4 | 19 | 19 | 51 | -32  |
| 14   | SC Huelva R          | 8   | 26 | 1  | 5 | 20 | 13 | 53 | -40  |

Promotion
- 1er : promotion en Liga F
- 2e au 5e : qualification pour les barrages de promotion

Relégation
- 12e au 14e : relégation en Segunda Federación FutFem

Abréviations
- T : Tenant du titre
- PO : Vainqueur des barrages de promotion
- R : Relégués de Liga F 2023-2024
- P : Promus de Segunda Federación FutFem 2023-2024

### Résultats
| Résultats (▼dom., ►ext.)                                   | AEM | ALA | ALH | ATM | BAL | BAR | CAC | FUN | GET | HUE | LOG | OSA | RMA | VIL |
| SE AEM                                                     |     | 1-0 | 0-2 | 2-0 | 3-1 | 2-1 | 1-0 | 2-2 | 1-0 | 2-0 | 3-1 | 0-0 | 2-1 | 1-0 |
| Deportivo Alavés                                           | 0-0 |     | 1-2 | 3-0 | 3-0 | 3-0 | 3-1 | 0-0 | 2-1 | 2-0 | 2-1 | 1-1 | 1-0 | 1-0 |
| Alhama CF                                                  | 1-1 | 0-0 |     | 1-0 | 5-0 | 4-1 | 4-0 | 1-0 | 1-0 | 1-0 | 1-1 | 2-0 | 3-0 | 1-1 |
| Atlético de Madrid B                                       | 1-1 | 0-1 | 0-0 |     | 4-3 | 0-2 | 1-1 | 0-1 | 1-0 | 1-1 | 4-3 | 1-1 | 2-1 | 1-2 |
| Baleares FC                                                | 1-0 | 1-2 | 1-2 | 2-2 |     | 1-2 | 0-1 | 1-3 | 3-0 | 2-1 | 1-5 | 0-2 | 1-0 | 1-0 |
| FC Barcelone B                                             | 1-3 | 1-2 | 2-2 | 0-0 | 2-0 |     | 3-1 | 0-0 | 1-1 | 5-0 | 1-1 | 2-1 | 1-1 | 2-2 |
| CP Cacereño                                                | 0-0 | 3-1 | 0-0 | 2-0 | 2-0 | 1-0 |     | 0-0 | 4-0 | 1-1 | 1-0 | 1-0 | 2-1 | 0-0 |
| Fundación Albacete                                         | 1-0 | 0-1 | 2-1 | 1-0 | 1-1 | 2-3 | 1-1 |     | 0-1 | 1-0 | 0-4 | 0-3 | 1-0 | 2-3 |
| CD Getafe                                                  | 2-3 | 1-2 | 0-2 | 1-2 | 1-1 | 1-6 | 0-2 | 2-2 |     | 2-1 | 1-4 | 1-1 | 1-2 | 0-1 |
| SC Huelva                                                  | 0-2 | 0-1 | 0-3 | 1-3 | 1-4 | 0-2 | 0-0 | 1-3 | 1-0 |     | 0-2 | 1-3 | 0-0 | 2-3 |
| DUX Logroño                                                | 3-1 | 0-2 | 2-0 | 0-0 | 4-1 | 0-0 | 1-0 | 2-1 | 2-0 | 4-0 |     | 0-0 | 1-1 | 2-2 |
| CA Osasuna                                                 | 1-0 | 1-1 | 0-1 | 1-1 | 1-1 | 2-3 | 0-1 | 2-0 | 4-2 | 1-0 | 2-2 |     | 3-1 | 2-0 |
| Real Madrid B                                              | 3-0 | 3-1 | 2-2 | 3-0 | 1-2 | 3-1 | 3-0 | 0-0 | 0-1 | 3-0 | 3-0 | 2-1 |     | 3-1 |
| Villarreal CF                                              | 1-0 | 1-2 | 0-2 | 1-2 | 1-3 | 2-0 | 1-0 | 0-0 | 2-0 | 2-2 | 2-3 | 1-3 | 0-1 |     |
| - Victoire à domicile - Match nul - Victoire à l'extérieur |     |     |     |     |     |     |     |     |     |     |     |     |     |     |

### Barrages de promotion
Les équipes classées entre la 2e et la 5e prennent part aux barrages en match aller-retour. Le 2e affronte le 5e tandis que le 3e affronte le 4e. En cas d'égalité, l'équipe la mieux classée est la gagnante. Le vainqueur des barrages obtient une place dans la division supérieure la saison suivante.
|  | Demi-finales     | Demi-finales     | Demi-finales     | Demi-finales     |             |             | Finale            | Finale            | Finale            | Finale            |
|  |                  |                  |                  |                  |             |             |                   |                   |                   |                   |
|  | 4 et 11 mai 2025 | 4 et 11 mai 2025 | 4 et 11 mai 2025 | 4 et 11 mai 2025 |             |             | 18 et 25 mai 2025 | 18 et 25 mai 2025 | 18 et 25 mai 2025 | 18 et 25 mai 2025 |
|  | 5                | CP Cacereño      | 2                | 2 ap             |             |             | 18 et 25 mai 2025 | 18 et 25 mai 2025 | 18 et 25 mai 2025 | 18 et 25 mai 2025 |
|  | 5                | CP Cacereño      | 2                | 2 ap             |             |             | 18 et 25 mai 2025 | 18 et 25 mai 2025 | 18 et 25 mai 2025 | 18 et 25 mai 2025 |
|  | 2                | Deportivo Alavés | 2                | 1                |             |             | 18 et 25 mai 2025 | 18 et 25 mai 2025 | 18 et 25 mai 2025 | 18 et 25 mai 2025 |
|  | 2                | Deportivo Alavés | 2                | 1                | CP Cacereño | CP Cacereño | 0                 | 1                 |                   |                   |
|  | 4 et 11 mai 2025 |                  |                  |                  | CP Cacereño | CP Cacereño | 0                 | 1                 |                   |                   |
|  |                  |                  | DUX Logroño      | DUX Logroño      | 3           | 3           |                   |                   |                   |                   |
|  | 4                | DUX Logroño      | DUX Logroño      | DUX Logroño      | 3           | 3           | 3                 | 0                 |                   |                   |
|  | 4                | DUX Logroño      |                  |                  |             |             |                   | 0                 |                   |                   |
|  | 3                | SE AEM           | 1                | 1                |             |             |                   |                   |                   |                   |
|  | 3                | SE AEM           | 1                | 1                |             |             |                   |                   |                   |                   |

#### Demi-finales
| Match aller      | CP Cacereño          | 2 – 2   | Deportivo Alavés                  | Complejo Deportivo Manuel Sánchez Delgado, Cáceres   |                                                      |
| 4 mai 2025 18h00 | Rubio 60e · Rico 82e | (0 – 1) | 13e Baquerizo · 68e (pen.) Morató | Arbitrage : Florencia Andrea Muñoz di Giovambattista | Arbitrage : Florencia Andrea Muñoz di Giovambattista |
| 4 mai 2025 18h00 | Rapport              |         |                                   | Arbitrage : Florencia Andrea Muñoz di Giovambattista | Arbitrage : Florencia Andrea Muñoz di Giovambattista |

| Match retour      | Deportivo Alavés | 1 – 2 ap              | CP Cacereño              | Cité sportive José-Luis-Compañón, Vitoria-Gasteiz |                                |
| 11 mai 2025 18h00 | Altamira 67e     | (0 – 0, 1 – 1, 1 – 1) | 86e Macías · 120e Matlou | Arbitrage : Patricia Luna Varo                    | Arbitrage : Patricia Luna Varo |
| 11 mai 2025 18h00 | Rapport          |                       |                          | Arbitrage : Patricia Luna Varo                    | Arbitrage : Patricia Luna Varo |

| Match aller      | DUX Logroño                     | 3 – 1   | SE AEM      | Ciudad del Fútbol de Pradoviejo, Logroño |                                      |
| 4 mai 2025 12h30 | Cebolla 28e 90+5e · Velazco 90e | (1 – 1) | 18e Herrera | Arbitrage : Alejandra Raza Fernández     | Arbitrage : Alejandra Raza Fernández |
| 4 mai 2025 12h30 | Rapport                         |         |             | Arbitrage : Alejandra Raza Fernández     | Arbitrage : Alejandra Raza Fernández |

| Match retour      | SE AEM   | 1 – 0   | DUX Logroño | Camp Municipal Recasens, Lérida  |                                  |
| 11 mai 2025 12h30 | Lara 57e | (0 – 0) |             | Arbitrage : Melissa López Osorio | Arbitrage : Melissa López Osorio |
| 11 mai 2025 12h30 | Rapport  |         |             | Arbitrage : Melissa López Osorio | Arbitrage : Melissa López Osorio |

#### Finale
| Match aller       | CP Cacereño | 0 – 3   | DUX Logroño                          | Complejo Deportivo Manuel Sánchez Delgado, Cáceres |                                       |
| 18 mai 2025 18h00 |             | (0 – 1) | 35e Keefe · 83e Cebolla · 89e Fukuta | Arbitrage : Arantza Gallastegui Pérez              | Arbitrage : Arantza Gallastegui Pérez |
| 18 mai 2025 18h00 | Rapport     |         |                                      | Arbitrage : Arantza Gallastegui Pérez              | Arbitrage : Arantza Gallastegui Pérez |

| Match retour      | DUX Logroño                | 3 – 1   | CP Cacereño   | Ciudad del Fútbol de Pradoviejo, Logroño |                                    |
| 25 mai 2025 18h00 | Asenjo 20e · Keefe 40e 56e | (2 – 0) | 83e de Torres | Arbitrage : Raquel Suárez González       | Arbitrage : Raquel Suárez González |
| 25 mai 2025 18h00 | Rapport                    |         |               | Arbitrage : Raquel Suárez González       | Arbitrage : Raquel Suárez González |

## Bilan de la saison
| Championnat d'Espagne féminin de football de deuxième division 2024-2025 |                      |
| Champion                                                                 | Alhama CF (2e titre) |
| Dauphin                                                                  | Deportivo Alavés     |
| Promotions et relégations                                                |                      |
| Promus en Liga F                                                         | Alhama CF            |
| Promus en Liga F                                                         | DUX Logroño          |
| Relégués en Primera Federación FutFem                                    | Real Betis           |
| Relégués en Primera Federación FutFem                                    | Valence CF           |
| Promus en Primera Federación FutFem                                      | CE Europa            |
| Promus en Primera Federación FutFem                                      | FCD Tenerife         |
| Promus en Primera Federación FutFem                                      | Real Oviedo          |
| Relégués en Segunda Federación FutFem                                    | Baleares FC          |
| Relégués en Segunda Federación FutFem                                    | CD Getafe            |
| Relégués en Segunda Federación FutFem                                    | SC Huelva            |